# Igrim
Igrim (in russo Игрим?) è un insediamento di tipo urbano della Russia siberiana occidentale situato nel distretto Berëzovskij del Circondario Autonomo degli Chanty-Mansi.
Si trova sulla riva destra del fiume Severnaja Sos'va, alla confluenza della Malaja Sos'va.